# Архангельская, Елена Михайловна
Еле́на Миха́йловна Арха́нгельская (16 мая 1893, Арда, Козьмодемьянский уезд, Казанская губерния, Российская империя — 9 марта 1984, Козьмодемьянск, Марийская АССР, РСФСР, СССР) — русский советский педагог. Учитель начальных классов школ г. Козьмодемьянска Марийской автономной области / Марийской АССР (1920―1959). Заслуженный учитель школы РСФСР (1954). Кавалер ордена Ленина (1949). Почётный гражданин Козьмодемьянска (1983). 

## Биография
Родилась 16 мая 1893 года в селе Арда ныне Килемарского района Марий Эл в крестьянской семье. 
В 1913 году окончила Козьмодемьянскую женскую гимназию с педагогическим уклоном.
В 1913—1920 годах — учитель начальных классов в сельских школах, в 1920—1959 годах — учитель начальных классов в школах г. Козьмодемьянска.
Работая в педагогическом училище г. Козьмодемьянска, систематически вела работу по подготовке будущих учителей: давала открытые уроки, выступала с докладами, проверяла студенческие конспекты с указанием методов работы и правильности их выполнения.
Активно участвовала в общественной работе: в течение 20 лет была в составе драматической труппы Народного театра при народном доме в г. Козьмодемьянске. Большую информационно-разъяснительную и агитационную работу проводила во время выборов депутатов.
В 1954 году ей присвоено почётное звание «Заслуженный учитель школы РСФСР». За высокие показатели в учебно-воспитательной работе награждена орденом Ленина и медалями. 
Скончалась 9 марта 1984 года в г. Козьмодемьянске Марийской АССР, похоронена там же. 

## Признание
- Заслуженный учитель школы РСФСР (1954)[1][2]
- Почётный гражданин Козьмодемьянска (02.12.1983)[1][2][4]
- Орден Ленина (1949)[1][2] ― за высокие показатели в учебно-воспитательной работе[4]
- Медаль «За доблестный труд в Великой Отечественной войне 1941—1945 гг.» (1946) ― за успешную и самоотверженную работу по обучению и воспитанию детей в школе[4]
- Юбилейная медаль «За доблестный труд. В ознаменование 100-летия со дня рождения Владимира Ильича Ленина» (1970)[4]

## Память
Некоторые материалы, посвящённые заслуженному учителю школы РСФСР Е. М. Архангельской, хранятся в Художественно-историческом музее имени А. В. Григорьева в г. Козьмодемьянске. 